# Uche Agba
Uche Agba est un footballeur nigérian né le 24 juin 1986 à Lagos. Il évolue au poste d'attaquant.

## Biographie
Suivi par de nombreuses écuries européennes et africaines telles que Feyenoord Rotterdam (Pays-Bas),   
Étoile sportive du Sahel (Tunisie), c'est dans l'une des plus prestigieuses équipes africaines, Club Sportif sfaxien (Tunisie) qu'il pose ses valises pour signer un contrat de trois ans.

## Carrière
- 2008-2010 : Heartland Football Club ( Nigeria)
- 2010-2011 : Club Sportif sfaxien ( Tunisie)
- 2011-2012 : Al Qadisiya Al Khubar ( Arabie saoudite)
- 2012-2013 : Al-Muharraq Club ( Bahreïn)
- 2013-2015 : Dibba Al-Hisn Sports Club (en) ( Émirats arabes unis)
- 2015 : Kaduna United Football Club ( Nigeria)
- 2016-2017 : Al Hidd Sports and Cultural Club ( Bahreïn)
- 2017-2018 : Al Najma Sports Club ( Bahreïn)
- 2018-2019 : Al Riffa Sports Club ( Bahreïn)
- 2019 : Polis Diraja Malaysia FC (en) ( Malaisie)
- 2020 : Melaka United ( Malaisie)
- 2021-2022 : Sarawak United (en) ( Malaisie)
- Depuis 2022 : Kelantan United (en) ( Malaisie)

## Palmarès
- Finaliste de la Ligue des champions de la CAF 2009 avec le  Heartland FC
- Meilleur buteur de la Ligue des champions de la CAF 2009 avec le  Heartland FC
- Finaliste de la Coupe de la confédération 2010 avec le  Club Sportif sfaxien